# Tralaigues
Tralaigues település Franciaországban, Puy-de-Dôme megyében. Lakosainak száma 77 fő (2022. január 1.). Tralaigues Condat-en-Combraille, Montel-de-Gelat és Villosanges községekkel határos.

## Népesség
A település népessége az elmúlt években az alábbi módon változott:
| Lakosok száma | 89   | 87   | 83   | 78   | 78   | 75   | 72   | 75   | 77   |
|               | 2013 | 2015 | 2016 | 2017 | 2018 | 2019 | 2020 | 2021 | 2022 |